# Spanische Vanilletorte
Die Spanische Vanilletorte ist eine gebackene Torte aus einer Sandmasse mit Vanille-Mandelgeschmack, zu erkennen an den eingebackenen Schokoladenstückchen. Der Begriff Spanische Vanilletorte wird von Europa-Lehrmittel als Fachwort der Technologie der Backwarenherstellung herausgegeben, die Zubereitung der Torte wird in der Konditor- und Bäckerausbildung gelehrt.
Durch das Verwenden von Marzipanrohmasse für die Sandmasse wird der Mandelgeschmack und eine lockere Kuchenkrume erzielt. Die Torte wird nach dem Backen aprikotiert und vollständig mit kakaohaltiger Kuvertüre oder Fondant überzogen, mit Rosetten aus Krem oder gehackten Pistazien kann die Torte dekoriert werden. Die Konditormeisterschule in Stuttgart hat eine Variante entwickelt, wo die Schokolade in Form von zwei Ringen statt in Stückchen in den Teig eingelegt wird.